# Ljuba Manz-Lurje
Ljuba Manz-Lurje (auch Ljuba Manz; eigentlich Ljubov Manz-Lurje, auch Ljubov Manz; russisch: Любовь Манц Лурье * 27. Juli 1940 in Charkow, Ukrainische SSR) ist eine schweizerisch-russische Unternehmerin und Hoteliere.

## Leben
Ljuba Lurje kam im Alter von 12 Jahren nach Wien. Die Familie ihrer Mutter hatte während der Revolution in Russland Hotel und Gutsbesitz verloren. Der Vater, ein Österreicher, flüchtete vor den Nazis bis ins ukrainische Charkow. Nach der Matura besuchte sie die Akademie der bildenden Künste und arbeitete als Cabaret-Tänzerin.
In Wien lernte sie ihren ersten Ehemann, einen Fischhändler, kennen, über den sie in die Schweiz kam, nach anderer Quelle zog sie im Jahr 1968 nach dem Studium nach Basel, wo sie eigenen Angaben zufolge als erste Frau an der Höheren Wirtschafts- und Verwaltungsschule (HWV) den Studiengang Betriebsökonomie absolvierte und Geschäftsleiterin des Delikatessengeschäfts Top Coque wurde. In dieser Funktion lernte sie 1973 den verwitweten Hotelier Caspar E. Manz, Inhaber des Hotels «St. Gotthard» an der Zürcher Bahnhofstrasse, kennen. 1974 heiratete das Paar; 1980 kamen ihre Zwillingssöhne Alexander und Michael zur Welt, die zwischenzeitlich operativ das Familienunternehmen führen. 1987 übertrug Caspar Manz, der im Jahr 2010 im Alter von 87 Jahren verstorben ist, seiner Frau die Alleinverantwortung für seine Hotelkette. Ljuba Manz fungiert als Verwaltungsratspräsidentin der Manz Privacy Hotels Switzerland sowie weiterer Familienunternehmen und ihrer Stiftung.
Mit Entschliessung vom 1. Juni 1994 wurde ihr vom österreichischen Bundespräsidenten der Berufstitel Kommerzialrätin verliehen.
Seit 2014 ist Ljuba Manz-Lurje mit dem dreissig Jahre jüngeren österreichischen Mathematiker Marco Conte verheiratet. Sie lebt in Zürich.

## Kontroversen
Ende 2013 wurde bekannt, dass sich die Manz Privacy Hotels-Gruppe unter der Leitung von Ljuba Manz für die Übernahme des Traditionshotels Victoria Jungfrau in Interlaken interessierte. In der Folge entbrannte ein in der Schweiz medial beachteter Übernahmekampf, der letztendlich zu Gunsten der Aevis Victoria SA ausfiel.
In die Kritik geriet Ljuba Manz Anfang 2014, nachdem bekannt wurde, dass sie und ihre Söhne zur Kostenmiete in von der Stadt Zürich subventionierten Wohnungen an bevorzugter Lage an der Schipfe wohnen würden. Sie besitzt eine Villa am Zürichberg.

## Schriften
- mit Caspar E. Manz: 110 Jahre Manz Privacy Hotels Switzerland 1889–1999. Eigenverlag, Zürich 1999.